# Uncinia erinacea
Uncinia erinacea är en halvgräsart som först beskrevs av Antonio José Cavanilles, och fick sitt nu gällande namn av Christiaan Hendrik Persoon. Uncinia erinacea ingår i släktet Uncinia och familjen halvgräs. Inga underarter finns listade i Catalogue of Life.